# Agrostis eriantha
Agrostis eriantha är en gräsart som beskrevs av Eduard Hackel. Agrostis eriantha ingår i släktet ven, och familjen gräs. Inga underarter finns listade i Catalogue of Life.